# El viaje increíble
El increíble viaje (en inglés: The Incredible Journey) es una película de aventuras de 1963 dirigida por Fletcher Markle y producida por Walt Disney Productions. Basada en la novela homónima de 1961 escrita por la autora escocesa Sheila Burnford, la película narra la travesía de Luath, un labrador retriever; Bodger, un bull terrier; y Tao, un gato siamés, quienes recorren 480 km a través de la naturaleza salvaje de Canadá para regresar a su hogar.  El reparto humano está compuesto por Émile Genest, John Drainie, Tommy Tweed y Sandra Scott, con la narración a cargo de Rex Allen.
Estrenada el 20 de noviembre de 1963 por Buena Vista Distribution, la película obtuvo 4,2 millones de dólares en alquileres. Fue la última película con banda sonora compuesta por el veterano compositor de Disney Oliver Wallace, quien falleció dos meses antes del estreno.

## Trama
Una noche, en lo profundo de los bosques de Ontario, el soltero John Longridge planea un largo viaje de caza. Su ama de llaves, la señora Oakes, llegará al día siguiente, por lo que le deja una nota en la que explica que dejará salir por la mañana a los tres animales que se hospedan con él: Tao, un gato siamés; Luath, un labrador retriever amarillo; y Bodger, un bull terrier inglés anciano. Antes de acostarse, reflexiona sobre cómo su amigo John Hunter (dueño de Luath, que vive a casi 250 millas de distancia) ha recibido una oferta para una beca de investigación en la Universidad de Oxford. Tao y Bodger pertenecen a los hijos de Hunter, Elizabeth y Peter, respectivamente, y Longridge se ofreció a cuidar de las tres mascotas mientras la familia está fuera. Sin embargo, Tao accidentalmente empuja al fuego la mitad crucial de la nota, destruyéndola.
Al día siguiente, Longridge deja salir a los animales al patio para correr y luego parte de viaje. Antes de que llegue la señora Oakes, Luath escucha el sonido de gansos salvajes migrando y decide que él también quiere volver a casa. Sale del patio y los otros dos lo siguen. Su intención es viajar hacia el oeste hasta llegar, sin saber la distancia exacta. La señora Oakes y su esposo Bert llegan después y suponen que Longridge se ha llevado a los animales consigo.
Pronto los animales se dan cuenta de que Bodger, debido a su edad, representa una carga. Sin forma de conseguir comida de los humanos sin ser atrapados, continúan avanzando, pero Bodger finalmente colapsa. Tao se aleja para cazar aves, y Luath va en busca de agua. Dos oseznos negros americanos descubren a Bodger, pero al no responder a sus juegos, deciden pelear entre ellos. La madre osa acude al oír el ruido, cree que Bodger ha herido a sus crías e intenta atacarlo. Tao y Luath regresan y logran ahuyentarla. Bodger come una codorniz que Tao ha cazado para él, y recupera sus fuerzas.
Los animales siguen su camino, cazando para alimentarse. Se ven obligados a cruzar el patio de un aserradero, donde Bodger intenta hurgar en el basurero del cocinero, quien le dispara. Luath atrapa un conejo, pero Bodger y Tao encuentran a un excéntrico ermitaño llamado Jeremy, que intenta darles comida, pero termina comiéndosela toda él mismo. Más adelante, los dos perros cruzan un río a nado, mientras Tao lo cruza caminando por una presa de castores. Esta se rompe y Tao es arrastrado río abajo, hasta que una niña finlandesa llamada Helvi lo encuentra y, con la ayuda de sus padres, lo cuida hasta que recupera la salud. Tao se apresura a reunirse con los perros, se refugia de una tormenta y evita por poco ser devorado por un lince. Afortunadamente, un joven cazador aparece de entre las sombras y ahuyenta al animal.
Poco después de reunirse nuevamente, los animales encuentran un puercoespín que hiere a Luath en la cara con sus púas. Buscando agua para aliviar el dolor, Luath es encontrado por un cazador llamado James Mackenzie, quien lo lleva a su granja, donde Bodger ya ha llegado y se ha hecho amigo de la esposa de Mackenzie, Nell. Los perros reciben tratamiento y comida, y son encerrados en el granero por la noche. Mientras tanto, Longridge regresa a casa y, junto a la señora Oakes, deduce lo sucedido. Longridge comienza a llamar a todas las estaciones de guardabosques y puestos remotos en busca de ayuda, y empiezan a llegar reportes de avistamientos desde distintas zonas.
Tao logra liberar a los perros y los tres se adentran en las duras montañas Ironmouth, donde ya no recibirán más ayuda humana y donde el clima invernal es severo. Los Hunter regresan a casa con la triste noticia de que Mackenzie fue el último en ver con vida a los animales. Elizabeth se niega a creer que Tao haya muerto, pero Peter y el señor Hunter aceptan que probablemente Bodger y Luath no lograron sobrevivir. Deciden celebrar el cumpleaños de Peter para distraerse.
Durante la fiesta, Elizabeth escucha ladridos y cree que es Luath. Convence a su padre para que silbe por él. Hunter silba y Luath aparece, seguido por Tao, y ambos se reúnen alegremente con la familia. Peter llora por Bodger, que no está presente, pero luego ve al anciano perro acercarse lentamente detrás de los otros. Peter corre a su encuentro, y los otros dos animales regresan para acompañarlo, completando juntos su viaje de regreso a casa.

## Reparto
- Emile Genest como John Longridge
- John Drainie como el profesor James Hunter
- Sandra Scott como Nancy Hunter
- Marion Finlayson como Elizabeth Hunter
- Ronald Cohoon como Peter Hunter
- Tommy Tweed como el ermitaño
- Robert Christie como James MacKenzie
- Beth Lockerbie como Nell MacKenzie
- Beth Amos como la señora Oakes
- Eric Clavering como Bert Oakes
- Jan Rubeš como Carl Nurmi
- Syme Jago como Helvi Nurmi
- Muffy, el bull terrier, como Bodger
- Rink, el labrador retriever, como Luath
- Syn Cat, el gato siamés, como Tao
- Rex Allen como el narrador

## Producción
Antes del rodaje, el productor Jack Couffer visitó a Sheila Burnford en Port Arthur, Ontario para fotografiar el campo circundante, lo cual le ayudó a identificar una locación de rodaje que se asemejara lo más posible a la zona. Esto fue necesario debido a que la temporada en Ontario era demasiado corta para programar la filmación necesaria.
Hubo tres entrenadores de animales: Hal Driscoll se encargó del labrador, Bill Koehler del bull terrier, y Al Niemela del gato.
Burnford pasó siete días con el equipo de filmación, incluyendo una sesión en la que filmaron al gato siamés «pescando en un arroyo, y capturando su presa con una pata profesional tan rápida como un rayo», tantas veces como el director lo deseó.

## Nueva versión
En 1993, Disney produjo una nueva versión de la película, titulada Regreso a casa: un viaje increíble. Con las voces de Don Ameche, Sally Field y Michael J. Fox en los papeles de los animales (a diferencia del original, en el que no hablaban), la película mantiene la misma trama básica, pero añade una subtrama en la que los niños deben adaptarse a un nuevo padrastro. Las tres mascotas reciben nuevos nombres, las razas de los perros son cambiadas, el gato pasa de ser macho a hembra, y se invierten las edades del labrador/retriever dorado y del bull terrier/perro bulldog americano.
También se añaden vocalizaciones de los pensamientos y diálogos entre los animales.
A diferencia de la historia original, la región salvaje que cruzan los tres animales está en la Sierra Nevada en lugar de los bosques de Ontario.
La película fue seguida por una secuela en 1996 titulada De vuelta a casa 2: Perdidos en San Francisco.

## Lugares de rodaje
- Palgrave, Ontario (la cabaña del ermitaño)
- Aspdin, Ontario (secuencia aérea del pueblo en la introducción)
- Lago Vernon (secuencia aérea del lago en la introducción)
- Mono Mills, Ontario (la casa de la familia)
- Glen Cross, Ontario (la granja del cazador amable)
- Sequim, Washington
- Smith Rock, Terrebonne, Oregón
- Devils Lake, Cascade Lakes Highway
- South Sister (una de las Tres Hermanas, Oregón)
- Wahclella Falls, Oregón